# 平塚インターチェンジ (宮崎県)

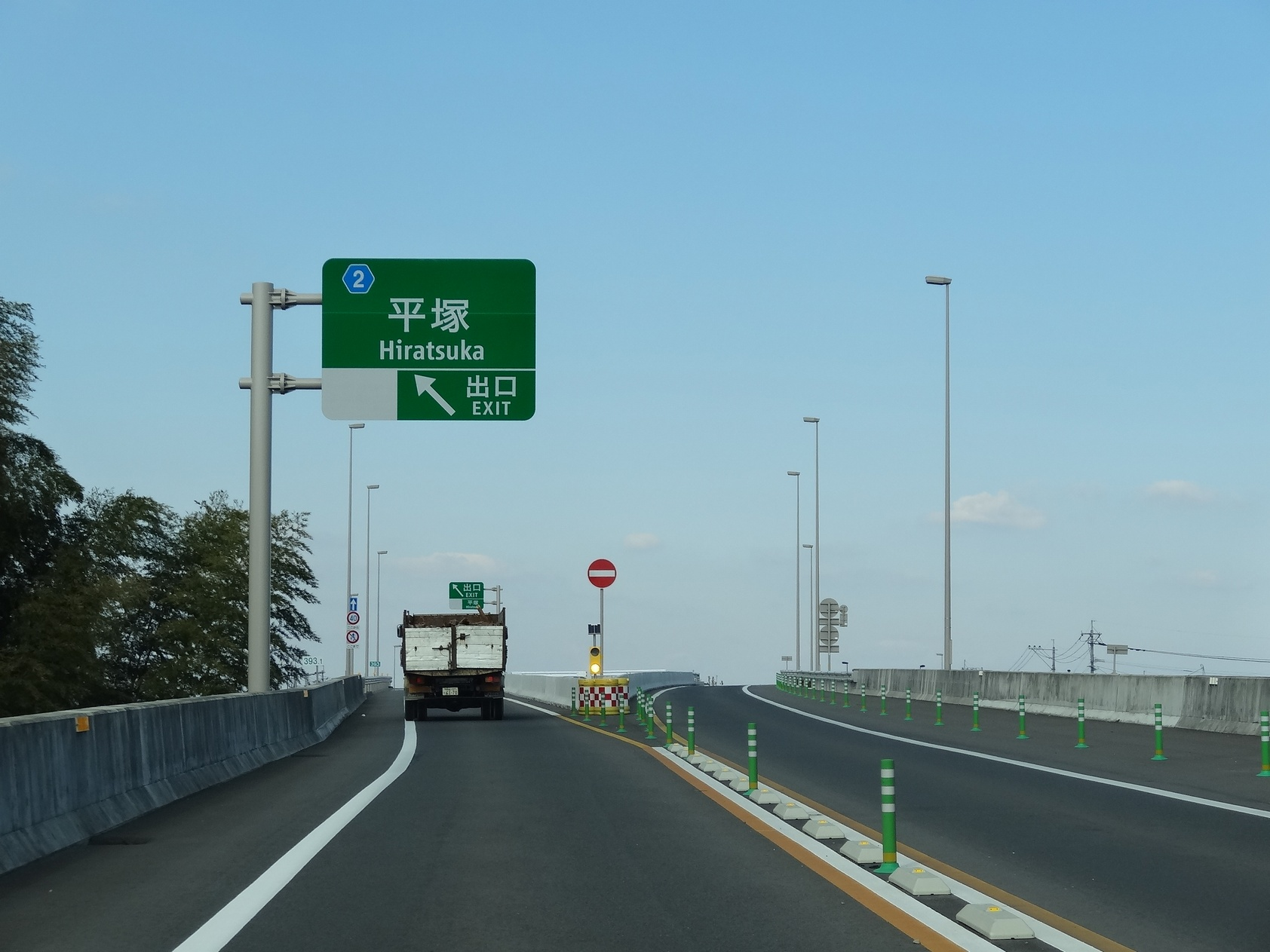
平塚IC出口（都城方面）

平塚インターチェンジ（ひらつかインターチェンジ）は、宮崎県都城市平塚町にある都城志布志道路（都城道路）のインターチェンジである。

## 接続する道路
- 宮崎県道2号都城隼人線

## 歴史
- 2012年（平成24年）3月24日 : 平塚IC - 五十町IC間開通に伴い供用開始[1]。
- 2019年（平成31年）3月17日 : 横市IC - 平塚IC間開通[2]。

## 周辺
- 陸上自衛隊都城駐屯地
- 五十市駅（JR日豊本線）
- ニシムタ五十市店
- 宮崎県立都城工業高等学校
- 都城市立五十市中学校
- 都城市立五十市小学校
- 都城市立明和小学校

## 隣
都城志布志道路（都城道路）
横市IC - 平塚IC - 五十町IC